# Ontario (Ohio)
Ontario és una població dels Estats Units a l'estat d'Ohio. Segons el cens del 2000 tenia 5.303 habitants.

## Demografia
Segons el cens del 2000, Ontario tenia 5.303 habitants, 2.186 habitatges, i 1.554 famílies. La densitat de població era de 187,5 habitants per km².
Dels 2.186 habitatges en un 32,1% hi vivien nens de menys de 18 anys, en un 58,8% hi vivien parelles casades, en un 9,7% dones solteres, i en un 28,9% no eren unitats familiars. En el 25% dels habitatges hi vivien persones soles el 10,6% de les quals corresponia a persones de 65 anys o més que vivien soles. El nombre mitjà de persones vivint en cada habitatge era de 2,43 i el nombre mitjà de persones que vivien en cada família era de 2,9.
Per edats la població es repartia de la següent manera: un 25,2% tenia menys de 18 anys, un 6,7% entre 18 i 24, un 28% entre 25 i 44, un 24,8% de 45 a 60 i un 15,4% 65 anys o més.
L'edat mediana era de 39 anys. Per cada 100 dones de 18 o més anys hi havia 88,4 homes.
La renda mediana per habitatge era de 46.146 $ i la renda mediana per família de 51.201 $. Els homes tenien una renda mediana de 41.053 $ mentre que les dones 26.250 $. La renda per capita de la població era de 22.016 $. Aproximadament el 6% de les famílies i el 6,2% de la població estaven per davall del llindar de pobresa.

## Poblacions més properes
El següent diagrama mostra les poblacions més properes.